# Arlene Sanford
Arlene Sanford é uma diretora de televisão estadunidense. Entre seus créditos podemos encontrar episódios de Medium, What About Brian, Psych, Desperate Housewives e Everwood, nos quais ela atuou como diretora.